# Abbaye de la Chapelle-aux-Planches
L'abbaye de la Chapelle-aux-Planches est une abbaye de l'ordre des prémontrés située dans la commune de Puellemontier, sur la rive de la Voire, en Haute-Marne en Champagne. Elle est à environ seize kilomètres au nord-est de Brienne-le-Château, à dix kilomètres à l'ouest de Montier-en-Der et légèrement au sud de l'étang de la Horre.
Il y eut, à l'origine, deux couvents à Puellemontier : l'un d'hommes et l'autre de femmes.

## Contexte: monastère de Bénédictines du Der
Berchaire, devenu abbé de Hautvillers, souhaite établir un autre monastère. Gagnant le saltus du Der, il cherche un endroit propice et le trouve au lieu-dit Mangevillers, alors entre les mains de Wathilde, épouse de Waimer, duc de Champagne, qui lui cède le bien-fonds. Il y fait construire, un sanctuaire dédié à la Vierge et y installe huit religieuses bénédictines, avant que leur nombre ne monte à soixante. Berchaire, créé peu après, vers 673, le monastère masculin du Der, distant de sept kilomètres, et le dirige en tant qu’abbé, et complète l’habitation des jeunes filles à Puellemontier et leur donne pour abbesse, Wathilde, nièce de Wathilde. Une charte de l’évêque de Châlons, Bertoin, daté de 692 ou 693, prévoit une subordination du couvent féminin vis-à-vis de son voisin : l’élection de l’abbesse par les moniales devait être réalisée « après avoir pris le conseil de leurs frères les moines du Der », et toute réforme de la maison faire intervenir l’abbé du Der au côté de l’abbesse. La disparition de cette communauté, antérieure au milieu du XIe siècle, n’a jamais été précisément datée, certains indices ayant laissé penser que le couvent avait été rétabli par l’abbé du Der Adson (†992). Selon Corbet, L’hypothèse d’une disparition très précoce reste la plus vraisemblable, l’abbaye féminine pourrait n’avoir guère dépassé les années 700. Adson, récupérant le domaine, y a maintenu une sorte de sanctuaire.

## Historique de l'abbaye prémontrée
À l'origine, c'est une modeste chapelle, dite Aux-Planches, dépendant de l'abbaye de Beaulieu, bâtie au milieu d'une contrée sillonnée de ruisselets et de fossés sur lesquels étaient jetés des ponts en planches, d'où l'abbaye tire son nom. Simon de Beaufort y pourvoit, vers l'an 1120, à a fondation d'un couvent.
En 1139, l'abbé de Beaulieu, Eudes, transfère plusieurs religieux de sa communauté pour former un nouvel établissement de l'ordre de Prémontré. En 1145, la Chapelle-aux-Planches est érigée en abbaye par Haton, évêque de Troyes, confirmé par une bulle du pape Eugène III en 1147.
Les évêques de Troyes, les comtes de Champagne et les seigneurs de Beaufort sont les premiers bienfaiteurs de l'abbaye et permettent son développement.
Mais le voisinage de l'abbaye bénédictine de Montier-en-Der, et dans une moindre mesure de l'abbaye cistercienne de Boulancourt, l’empêchère de prospérer de prendre de l'importance.
Au début du XVIIIe siècle, l'abbaye est décrite comme fort dégradée. Après la Révolution Française, plusieurs bâtiments furent démolis, dont l'église. Vers 1867, il ne reste qu'un grand corps de logis à étage et grenier, le tout en mauvais état. Et dès la fin du XIXe siècle, plus rien ne rappelle l'existence de l'abbaye.
A la Révolution, le monastère ne compte plus que cinq religieux. Le 13 février 1790, l'Assemblée constituante prononce l'abolition des vœux monastiques et la suppression des congrégations religieuses. L'abbaye est fermée. Lorsque les religieux de La Chapelle-aux-Planches sont dispersés, on démolit une partie du monastère, principalement la chapelle ou église, on transporte dans l'église paroissiale le maître-autel, deux statues colossales et des reliques.

## Personnel religieux

### Abbés réguliers
- 1140-1159 : Gautier, premier abbé
- 1160-1175 : Renaud
- 1182-1188 : Obert
- 1188 : Jean
- 1192 : Richer
- 1196 : Odon
- 1197 : Noë
- 1202 : Bertrand
- 1212 : Guillaume
- 1225 : Nothus
- 1232 : Isembart
- 1242 : Herbert
- 1257 : Fulco
- 1330-1336 : Jean Danisy
- 1336 : Jean
- Nicolas
- Guillaume
- 1472 : Étienne
- 1481 : Hugues
- 1501-1519 : Étienne Rémy
- 1519-1528 : Jean Mantier de Droyes (†1536)

~1521 : Jean Vauthier

### Abbés commendataires
À partir du Concordat de Bologne, commence la série des abbés commendataires et seigneurs temporels :
- 1530 : Jean Le Sellier de Moireul (†1545).
- 1546 : Louis Dauvet.
- ~1554 : Jacques du Plessis de Richelieu, évêque de Luçon[6].
- Jacques Génoviac.
- ~ 1560 : Abel de Montléart, chanoine du chapitre de Notre-Dame de Paris, trésorier de la Sainte Chapelle[7].
- 1569 : François Petit.
- Claude Lhoste
- 1611 : Nicolas Loste, fils du précédent.
- 1638 : Jacques Lescot, évêque de Chartres.
- 1670 : Jacques Lescot, neveu du précédent.
- 1679 : de Brédevent
- 1691-1699 : Henry Guichard du Vouldy (†1699), chanoine de Troyes.
- 1699-1717 : Louis-Antoine de Boursault de Viantais[8].
- 1739-1742 : Claude-Henri de Fusée de Voisenon, démissionne en 1742, ensuite abbé de Saint-Jean du Jard de Melun[9].
- 1742-1749 : Jean-Baptiste-Noël Le Rouge (†1753) chapelain ordinaire de la reine [10], prêtre et docteur,

syndic de la faculté théologique de Paris, chapelain ordinaire de la reine et chanoine de l'église de Saint-Nicolas de Luparia.
- 1753-1781 : Gouault, grand-vicaire de Mathias Poncet de La Rivière en 1742.
- 1781-1789 : Philippe-Auguste de Rouault de Gamaches, chanoine-doyen de la cathédrale de Meaux ; vicaire général de Meaux.

### Prieurs
Le prieur est le moine choisi par l'abbé pour le seconder : on parle alors de prieur claustral, ou de grand-vicaire, numéro deux d'une abbaye. Le prieur, depuis la mise en commende, est le véritable chef du monastère
- 1744 : Louis Moreau
- 1763 : Daniel Hocquart, Benard, sous-prieur.
- 1789, Claude Cazin, prieur, Jean-Baptiste-Cyprien de Montangon, sous-prieur.

## Patrimoine foncier
Les religieux ont reçu des terres à Longeville, Bailly-le-Franc, Joncreuil, Donnement et Voy-le-Comte, en 1192, des privilèges et des biens à Balignicourt, Braux, Chavanges, Vallentigny en 1247. D'importantes donations furent faites à Sommevoire, Les Loges, Soulaines, Bailly-le-Franc. Ils font l'acquisition d'une maison et d'un pressoir à Bar-sur-Aube. Ils deviennent propriétaires de la ferme de Laloy, sur le territoire d'Outines, de la ferme dite des Bourgeois à Châtillon-sur-Broué en 1699, de la ferme des Touchelles à Droyes à Saint-Chéron vers 1750. Au moment de la Révolution, l'abbaye possédait des biens dans 28 villages ou hameaux.

## Droit de patronage et dîmage
L'abbaye a le droit d'élire et de pourvoir aux cures des églises dont elle est patron, de prêtres qu'elle présente à l'ordination de l'évêque diocésain. C'est le droit de patronage, de présentation à l’évêque et de nomination d'un desservant aux églises ou cures (paroisses) où elle percevait les grosses dîmes : Chassericourt (1145), les chapelles d'Arrembécourt, d'Ormont et de .